# Jean Jottrand

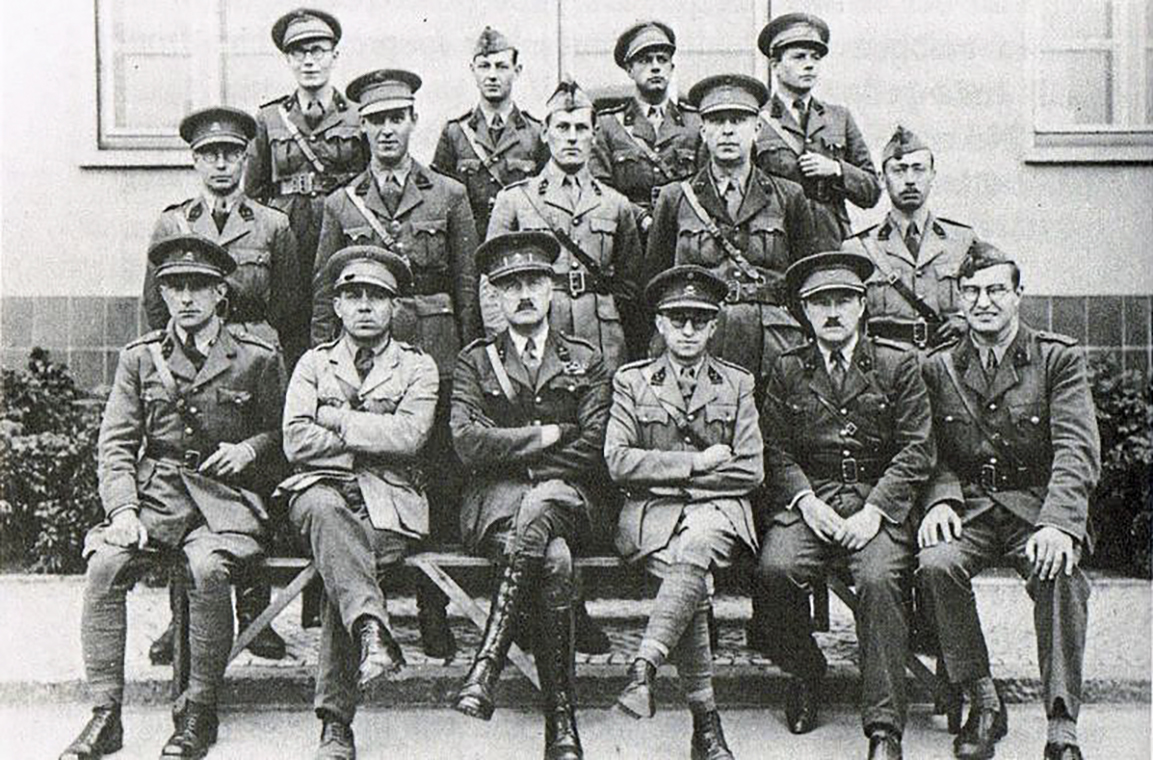
Jean Jottrand en zijn officieren in een Duits krijgsgevangenkamp

Jean Fritz Lucien Jottrand was een majoor van het Belgisch leger tijdens de Tweede Wereldoorlog. Jottrand was vanaf juni 1939 bevelhebber van het fort Eben-Emael. Het werd op 10 mei 1940, tijdens de eerste dag van de Duitse aanval op België, door de Duitse Wehrmacht aangevallen.
Jean Jottrand, benoemd tot kapitein in 1929, was een beroepsofficier bij het 6de Regiment Artillerie te Elsene. Hij werd tegen zijn zin overgeplaatst naar het fort en zo van de veldartillerie naar de fortenartillerie. 
Op zijn bevel konden de bruggen van Kanne, Ternaaien en Klein-Ternaaien worden vernietigd. Dat bevel gaf hij om 4u15. Het commando over de bruggen van Veldwezelt en Vroenhoven, lag bij de commandant van het bataljon Grenswielrijders Limburg, Henri Giddelo. Giddelo kwam op 10 mei 1940 rond 4u30 om het leven toen zijn kazerne in Lanaken werd gebombardeerd.
De slag om het Fort Eben-Emael resulteerde in het buitengebruikstellen van alle artillerie die de bruggen bij Veldwezelt en Kanne konden bestrijken. De zuidelijk gerichte kanonnen bleven actief tot het moment van de overgave van het fort door Jottrand op 11 mei om 11 uur. Eerst nadien konden de Duitse troepen het fort bezetten.